# Задужбина Момо Капор
Задужбина Момо Капор је невладина непрофитна организација коју је у октобру 2010. године основала супруга уметника и књижевника Моме Капора, Љиљана Капор, са циљем да се сачува заоставштина и негују сећање на њеног мужа, свестраног ствараоца у области сликарства и књижевности, чији је спој два талента на овим просторима био тако посебан. Трагом те суштине Задужбина је установила и годишњу награду која носи његово име.

## Живот и дело Моме Капора
Момо Капор (1937 — 2010) био је српски сликар, књижевник и новинар, који је још за живота постану легенде, и најбољи писац међу сликарима и најбољи сликар међу писцима. За собом је оставио велики број насликаних слика и нацртаних цртежа, преко 40 написаних романа, кратких прича и аутобиографских књига и есеја. Дела су му превођена су на француски, руски, немачки, пољски, чешки, бугарски, мађарски, словеначки и шведски језик.
Дипломирао је сликарство на београдској Академији ликовних уметности, али је био мултимедијални уметник и писац. Сликарску сцену Југославије и Србије освојио је својим најпознатијим ликовним делима, а књижевну књигама и есејима међу којима је свакако значајна култна књига „Белешке једне Ане“ (1978), којом је Момо Капор стекао велику популарност и симпатије код публике.
Поред великог броја наслова, романа и збирки прича, Капор је творац и великог броја документарних филмова и телевизијских емисија. По његовим сценаријима снимљено је неколико дугометражних филмова од којих су најпознатији: „Бадеми с ону страну смрти“, „Банкет“, „Валтер брани Сарајево“, „Џоли џокеј“ и „Крај викенда“.
Поред великог књижевног успеха, Капорови романи „Уна“ (1981) и „Књига жалби“ (1984) доживели су и своју екранизацију. Последња пишчева књига „Како постати писац“ објављена је 2010. године у издању Српске књижевне задруге.
Момо Капор је био члан Сената Републике Српске, као и члан Академије наука и умјетности Републике Српске. Последњих година живота био је редовни колумниста франкфуртских Вести. Сахрањен је у Алеји великана у Београду.

## Оснивање Задужбине
Супруга славног уметника, Љиљана Капор, само неколико месеци након уметникове смрти, октобра 2010. године, основала је Задужбину „Момчило Момо Капор“ и установила годишњу награду из области књижевности и ликовне уметности која носи његово име, и фестивал „Момин круг“ који ће се традиционално одржавати сваке године почетком септембра.
Задужбином управља Управни одбор који чини 12 чланова, чији је председник Матија Бећковић. 

## Циљеви
Циљеви задужбине су:
- Да подржи уметнике који ће у данашњем времену бити појава каква је шездесетих година прошлог века био Момо Капор и какав је остао до краја живота.
- Да прикаже уметности Моме Капора као ствараоца који суштински припада, „великом свету“ јер је сликама и својим књигама премрежио свет,
- Да прикаже уметникову емотивну припадност народу из којег је потекао.
- Да у области културе и уметности Задужбина обезбеди повезивање са сродним културним институцијама из целог света. Оснивање фестивала „Момин круг“ управо је у складу са овим циљем Задужбине.
- Промоција дела Моме Капора, у оквиру које је Задужбина „Момо Капор“

## Активности Задужбине

### Награда „Момо Капор“
Ову књижевну и ликовну награду Задужбина додјељује једном годишње на дан рођења Моме Капора (8. април)., са циљем да очува сећање на Мому Капора и помогне развоју уметности. Награда се наизменично додељује, једне године за књижевност, друге за ликовну уметност, како би се очувало сећање на оба Момина талента, сликање и књижевност. Састоји од сребрне плакете у облику школице и новчаног износа.
Награда се уручује уметницима са простора Србије, Српске и Црне Горе и за књиге објављене на српском језику.

#### Добитници Награде „Момо Капор“
- 2011. Емир Кустурица за аутобиографски спис „Смрт је непровјерена гласина“[4][5][6].
- 2012. Владимир Дуњић за ликовну уметност.[3]
- 2013. Петер Хандке за роман „Моравска ноћ“[7]
- 2014. Мирјана Маодуш за ликовну уметност
- 2015. Драган Јовановић Данилов за књигу „Таласи београдског мора“[8]
- 2016. Жељко Ђуровић за ликовну уметност.
- 2017. Лабуд Драгић за роман „Кукавичја пилад” у издању Српске књижевне задруге[9]
- 2018. Васа Доловачки за ликовну уметност[10]
- 2019. Неле Карајлић за роман „Солунска 28” у издању „Лагуне”[11]
- 2020. Петар Мошић за ликовну уметност[12]
- 2022. Весна Голдсворти за роман „Гвоздена завеса”[13][14]
- 2023. Снежана Петровић за ликовну уметност[15]

### Ретроспективне изложбе
Задужбина „Момо Капор“ до сада је организовала следеће изложбе слика, цртежа и заоставштине Моме Капора:
- 2011. — Велика изложба уља на платну под називом „Београдске приче“ у Дому Војске Србије у сарадњи са Медија центром „Одбрана“.[16]
- 2013. — Изложба цртежа Моме Капора, „Успомене једног цртача”, настала као плод сарадње Задужбине „Момо Капор” и Медија центра „Одбрана”. Цртежи изложени на изложби настали су тако што их је уметник нацртао, како сам каже: по маргинама, новинама, салветама, полеђинама јеловника, на огледалима изјутра нечијим ружом у знак захвалности за проведену ноћ. Цртао сам по замагљеним прозорима, шарао сам по зидовима да бих неког чекао обележавајући траг и протицање времена. Но, најчешће сам цртао по голим столовима кафана и суморних бифеа на глаткој површини и то обичном црном хемијском оловком што се претварала у ренесансну сребрну игру.[17]
- 2013. — Изложба Моме Капора у Зрењанину, под називом „Момо Капор – ретроспектива”. Изложба је организована у сарадњи зрењанинског Народног музеја и Задужбине „Момо Капор”. Изложбу је чинило: више од 60 ликовних радова који репрезентују различита Капорова виђења света. Из његовог обимног ликовног опуса издвајају се идилична Ада Циганлија, предмети из старих грађанских домова, улице са исцртаним школицама, Леонардови анђели, разиграни рингишпили, илустрације за књиге и портрети знаменитих историјских личности, његових пријатеља, познаника и савременика којима се може објаснити срж Капоровог ликовног стваралаштва.[18]
- 2015. — Изложба слика „Момо Капор у атељеу“, која је настала као заједнички подухват Задужбине „Момо Капор“ и Медија центра „Одбрана“. Поред серије слика која је врло интересантна и зове се зове се „школице”. приказан је и уметников атеље. Слике с мотивом дечјих школица су нешто су по чему је Капор био препознатљив и јединствен у свету. Школице је почео да слика средином седамдесетих година, док је повремено живео у Њујорку, а наставио је да их слика до краја живота (Милош Шобајић).[19]

- 2017. — Изложба слика и личних предмета из заоставштине Моме Капора, под називом „Момо, par lui meme”, у Дому Војске Србије у сарадњи са Медија центром „Одбрана“.

### Промоције књига и друге манифестације
Задужбина „Момо Капор“ до сада је организовала следеће промоције књига и друге манифестације:
- 2011. — Промоција књиге „Легенда Капор“ у Клубу књижевника Србије.[20]
- 2011, 2012, 2013, 2014.[21] —  Фестивал „Момин круг” на Ади у Београду, својеврстан омаж стваралаштву Моме Капора који организује Задужбина „Момо Капор“.
- 2013 — 2015 — Заједно са „Српском књижевном задругом” Задужбина „Момо Капор”, издала је три књиге интервјуа Моме Капора — „Сентиментални пртљаг Моме Капора”, „Сентиментални рат и мир Моме Капора” и „Сентиментални класик Момо Капор.”